# Fermín Sanz-Orrio
Fermín Sanz-Orrio y Sanz (Pamplona, 14 de julio de 1901-Madrid, 29 de noviembre de 1998) fue un abogado y político español de ideología tradicionalista, que ocupó diversos cargos durante la dictadura franquista. 
Abogado del Estado, durante el régimen ejerció como gobernador civil de varias provincias, delegado nacional de Sindicatos y ministro de Trabajo en el octavo gobierno presidido por el dictador Francisco Franco. Tras su salida del gobierno ejercería como embajador en varios países asiáticas, así como procurador en las Cortes franquistas o miembro del Consejo Nacional de FET y de las JONS. También fue presidente del Banco Español de Crédito.

## Biografía

### Formación y primeros años
Nació en Pamplona el 14 de julio de 1901, en el seno de una familia de ascendencia carlista.
Realizó estudios de Derecho en las Universidades de Valladolid y de Madrid, convirtiéndose en abogado del estado. Considerado un «Camisa vieja» falangista, fue uno de los fundadores del partido en Navarra junto a su suegro Daniel Arraiza Goñi. Llegaría a desempeñar las funciones de subjefe provincial y local de Falange en Pamplona. A pesar de su consideración como «camisa vieja», no pertenecía a la vieja guardia joseantoniana y tampoco destacó por la exaltación política de los primeros falangistas.
Durante la Guerra civil luchó en el Ejército franquista con el grado de capitán. Resultó herido en agosto de 1937 y posteriormente pasó a ocupar tareas políticas. Dos de sus hermanos murieron combatiendo en los Tercios de Requetés.

### Dictadura franquista
Tras el final de la contienda formó parte de la directiva de la Asociación Católica Nacional de Propagandistas. Durante el régimen de Franco ocupó numerosos cargos. Ejerció como delegado provincial de Sindicatos en Navarra, Barcelona (1939) y Madrid (1940). También llegó a ser gobernador civil de las provincias de Palma de Mallorca, Cádiz y Guipúzcoa.
En noviembre de 1941 fue nombrado vicesecretario general de Obras Sindicales, siendo el primero en ejercer este cargo. Poco después, el 18 de diciembre de 1941 fue nombrado delegado nacional de Sindicatos, cargo que ocuparía durante una década. En contraste con la época de Gerardo Salvador Merino, bajo Fermín Sanz-Orrio los Sindicatos Verticales se consolidaron en su modelo paternalista y represor. A la vez que adoptaban una actuación mucho más conservadora y católica, abandonaron cualquier pretensión de intervenir en la política económica. A pesar de que Sanz-Orrio mantenía una dialéctica favorable hacia los emprendedores y al beneficio empresarial, los Sindicatos Verticales nunca gozaron de mucha popularidad entre las empresas. En el contexto del estraperlo y la carestía de alimentos de la posguerra, fue uno de los jerarcas franquistas que más temprano se mostró crítico con el sistema de abastecimiento. Fue cesado de su puesto como delegado nacional de Sindicatos en 1951, tras la Huelga de tranvías de Barcelona de ese mismo año. En 1950 había sido nombrado hijo adoptivo de Vich.
En 1957 fue nombrado ministro de Trabajo, en sustitución del falangista «camisa vieja» José Antonio Girón de Velasco. Ejerció el cargo entre el 25 de febrero de 1957 y el 10 de julio de 1962. En contraposición con Girón, Sanz-Orrio era un falangista «flexible» que no desafió a los tecnócratas del Opus Dei en el seno del gobierno. Para historiadores como Manuel Tuñón de Lara o Ramón Tamames, su nombramiento vino a confirmar la decadencia del antiguo sector falangista, mientras que para Álvaro Ferrary supuso un reforzamiento de los tradicionalistas. Durante su etapa ministerial, entre otras medidas, creó la Dirección General de Empleo. En cambio, las Universidades laborales sufrieron una congelación de financiación y medios. Tras su cese sería sustituido por Jesús Romeo Gorría.
En su etapa posterior fue nombrado embajador de España en Pakistán, Filipinas y China, siendo también miembro del Consejo Nacional del Movimiento y procurador en las Cortes franquistas, de las que llegó a ser vicepresidente. Fue además presidente del Banco Español de Crédito, y miembro de la Real Academia de Jurisprudencia y Legislación.

## Publicaciones
- —— (1948). Los sindicatos españoles. Una creación para el mundo. Madrid: SIPSDNS.
- —— (1948). Teoría y soluciones del sindicalismo nacional. Madrid.
- —— (1964). El jurista y la arquitectura institucional. Discurso, Madrid, Real Academia de Jurisprudencia y Legislación.